# Hans Deinzer
Hans Deinzer (Rothenbruck, bij Neurenberg, 14 januari 1934 - 26 februari 2020)  was een Duits klarinettist en muziekpedagoog.
Deinzer was leerling van Rudolf Gall in München en was dertig jaar lang (tot 1996) klarinetdocent aan de Hochschule für Musik und Theater in Hannover. Hij was een van de eerste professionele klarinettisten die een rubberen mondstuk gebruikte. Hij geldt als expert op het gebied van de historische uitvoeringspraktijk. Onder andere maakte hij twee opnamen van Mozarts klarinetconcert op replica's van historische instrumenten. Daarnaast maakte hij naam door zijn interpretaties van hedendaagse composities. Hij speelde de première van Henri Pousseurs Madrigal I alsook het aan hem opgedragen Domaines van Pierre Boulez. Ook Werner Heider droeg meerdere stukken aan hem op. Deinzer won tweemaal de Grand Prix Du Disque.
Tot Deinzers leerlingen behoren onder anderen Sabine Meyer, Reiner Wehle, Wolfgang Meyer, Martin Fröst, Klaus Wegener, Hans Kumpf, Joachim Klemm, Lars Heusser, Beate Zelinsky, Ulf-Guido Schäfer, Michael Riessler en Andrew Marriner, zoon van Sir Neville Marriner.
Deinzer was gehuwd met klarinettist Nina Janßen (1972).

## Werken geschreven voor Deinzer
- Pierre Boulez - Domaines
- Werner Heider - Dialog I (1960)
- Werner Heider - Inventio II (1961)
- Werner Heider - Strophen (1965)
- Werner Heider - Kunst-Stoff (1971)
- Isang Yun - Riul

## Discografie
- Werner Heider; Dialog I voor klarinet en piano; Colosseum Colos SM 552 (p) 1973
- Werner Heider; Inventio II voor klarinet solo; Colosseum Colos SM 552 (p) 1973
- Werner Heider; Strophen voor klarinet en kamerorkest; Colosseum Colos SM 552 (p) 1973
- Werner Heider; Edition voor 5 klarinetten; Colosseum Colos SM 552 (p) 1973 (met enkele van zijn leerlingen)
- Werner Heider; Kunst-Stoff voor elektrische klarinet, geprepareerde piano en tape; Colosseum Colos SM 552 (p) 1973